# Prisão de Bastoy

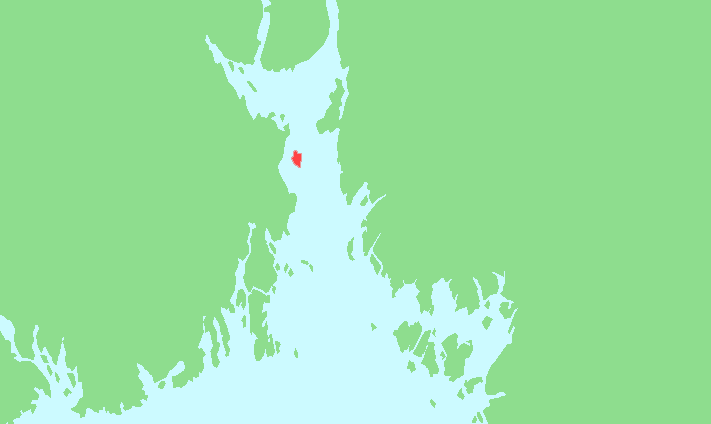
Localização da ilha de Bastoy no Fiorde de Oslo.

A prisão de Bastoy localiza-se em Bastoy, na Noruega, e é habitada por 120 pessoas, sendo 70 funcionários, dos quais 35 são guardas e outros são enfermeiras, dentistas e fisioterapeutas, entre outros. É uma das únicas quatro do mundo de baixa segurança e a de menor taxa de reincidência da Europa, 16%. Também, é a mais barata do país.
Não há celas, armas, cassetetes ou câmeras de monitoramento, mas álcool, drogas e violência são proibidos. Quem descumpre a regra é expulso desta prisão de volta a uma prisão comum e fica em uma das duas celas comuns escondidas até ser transferido. A última vez que isto ocorreu foi em 2010, quando um detento foi flagrado ingerindo bebida alcoólica. Uma vez também, um preso declarou sentir falta da prisão comum, onde havia drogas.
Para chegar à ilha, é necessário fazer uma viagem de uma hora de balsa conduzida pelos detentos. Não há registros de tentativas de fuga nem nesta prisão, nem na Prisão de Halden, que apresenta similaridades.